# ISO 3166-2:CS
ISO 3166-2:CS – kod ISO 3166-2 dla Serbii i Czarnogóry, obecnie wykreślony ze standardu.
Kody ISO 3166-2 to część standardu ISO 3166 publikowanego przez Międzynarodową Organizację Normalizacyjną. Kody te są przypisywane głównym jednostkom podziału administracyjnego, takim jak np. województwa czy stany, każdego kraju posiadającego kod w standardzie ISO 3166-1.
Serbia i Czarnogóra miała przyznany kod ISO 3166-2 CS, aż do rozpadu tego państwa w 2006 roku. Serbia i Czarnogóra w momencie swojego powstania przekształciła się z Jugosławii, która miała przyznany kod YU, natomiast powstałe z jej rozpadu Serbia otrzymała kod RS, a Czarnogóra otrzymała kod ME.
Kod CS, był poprzednio przyznany Czechosłowacji, aż do jej rozpadu w 1992 roku, a następnie w 2003 roku przyznany Serbii i Czarnogórze, obecnie kod został wykreślony ze standardu i pozostaje przejściowo zablokowany do 2056 roku.